# Wojciech Sumliński
Wojciech Stefan Sumliński (ur. 15 kwietnia 1969 w Warszawie) – polski psycholog, dziennikarz śledczy, publicysta, reżyser filmowy.
Współpracował m.in. z redakcjami: dziennika „Życie” oraz tygodników „Gazeta Polska” i „Wprost”. Zrealizował liczne reportaże oraz programy dokumentalne dla Telewizji Polskiej. W swoich publikacjach poruszał kwestie dotyczące okoliczności śmierci księdza Jerzego Popiełuszki, historii SB, kulisów polskiej polityki czy wymiaru sprawiedliwości. Wśród tych pozycji są m.in. tytuły Kto naprawdę go zabił? (2005), Niebezpieczne związki Bronisława Komorowskiego (2015) czy Czego nie powie Masa o polskiej mafii (2015).

## Życiorys

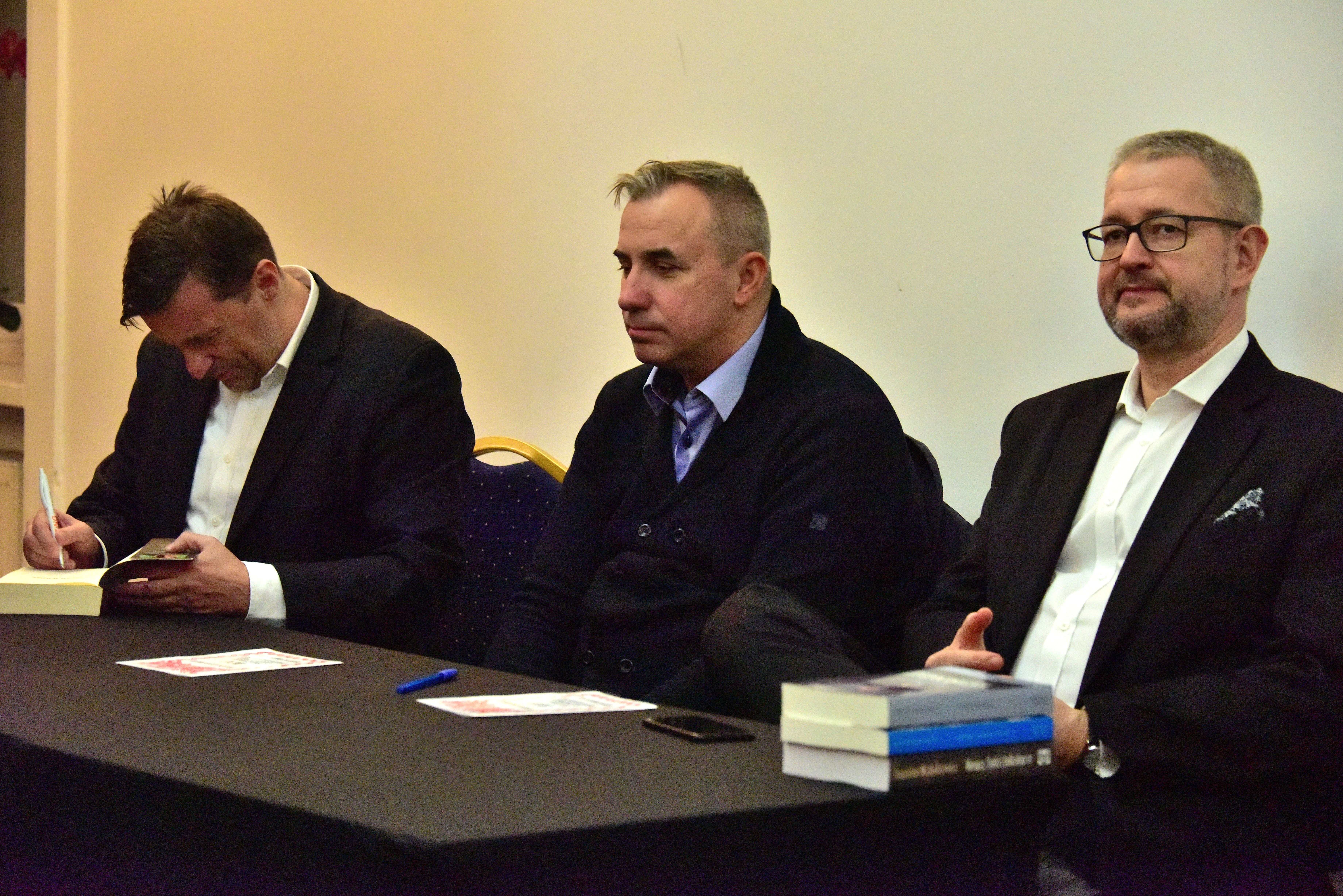
Witold Gadowski, Wojciech Sumliński i Rafał Ziemkiewicz (2018 r.)

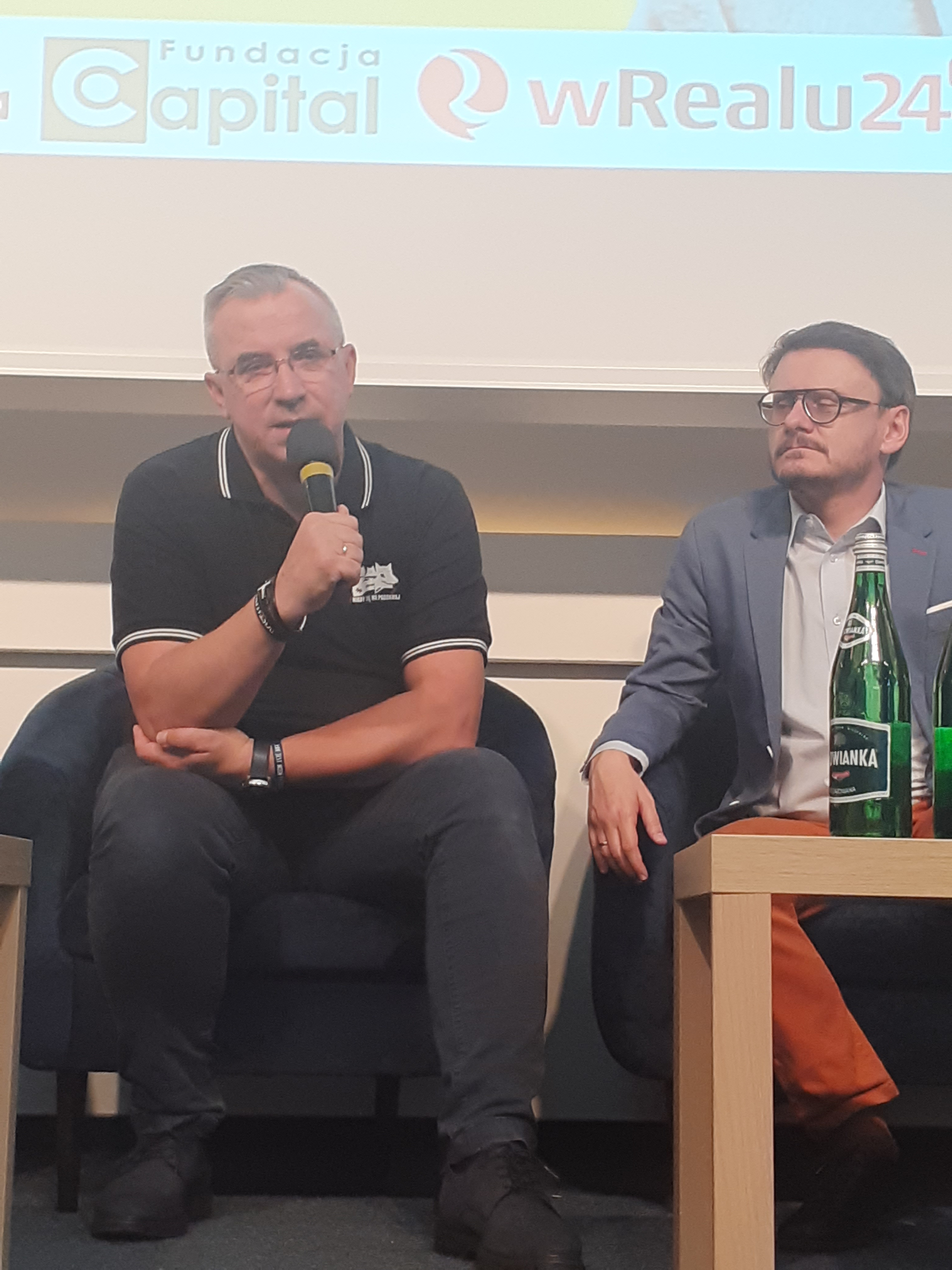
Wojciech Sumliński i Konrad Łęcki w trakcie premiery książki „Kulisy indoktrynacji” Marcina Roli w 2023

Od urodzenia mieszkał wraz z rodziną na warszawskim Żoliborzu.
Ukończył studia w zakresie psychologii na Akademii Teologii Katolickiej w Warszawie. Broniąc pracę magisterską pod tytułem Samorealizacja a lęk wobec śmierci, zdobył specjalizację z psychologii ogólnej i psychodiagnostyki.
Pracę w zawodzie rozpoczął w 1992 jako psycholog dziecięcy w Dziecięcym Szpitalu Klinicznym w Dziekanowie Leśnym k. Warszawy. W latach 1993–1994 pracował jako psycholog w pierwszym w Warszawie Przedszkolu Integracyjnym na Bielanach.
W 1996 zamieszkał w Białej Podlaskiej, gdzie znalazł zatrudnienie w lotniczej jednostce wojskowej 5058 jako psycholog badający studentów Szkoły Lotniczej w Dęblinie i konsultant dowódcy jednostki do spraw psychoprofilaktyki pilotów. Jednocześnie rozpoczął pracę w lokalnej prasie jako dziennikarz śledczy. Był redaktorem naczelnym „Słowa Podlasia”. W 1997 otrzymał nagrodę Ministra Spraw Wewnętrznych za cykl reportaży o nadgranicznej przestępczości zorganizowanej, napisanych pod pseudonimem „Stefan Kukulski”. W 1999 był nominowany do nagrody „Press” w kategorii dziennikarstwa śledczego za publikacje o Henryku Goryszewskim, który pełniąc funkcję przewodniczącego sejmowej Komisji Finansów Publicznych, miał doradzać prywatnym firmom, jak unikać płacenia podatków. W tygodniku „Wprost” ujawnił akta świadka koronnego, Jarosława Sokołowskiego pseudonim „Masa” (2003) oraz materiały dotyczące kontaktów Andrzeja Kuny, Aleksandra Żagla i lobbysty Marka Dochnala z parą prezydencką, Aleksandrem i Jolantą Kwaśniewskimi (2004–2006).
Autor książki pt. Kto naprawdę go zabił? o zabójstwie księdza Jerzego Popiełuszki. W książce i wcześniejszym artykule prasowym na łamach „Wprost” Sumliński twierdził, że Waldemar Chrostowski, kierowca ks. Popiełuszki był agentem SB. Sumliński przegrał proces sądowy z Chrostowskim o naruszenie jego dóbr osobistych, jednak uzasadnienie wyroku było częściowo korzystne dla Sumlińskiego. Chrostowski domagał się zadośćuczynienia finansowego, jednak sąd orzekł, że przeprosiny będą wystarczające. Według sądu, Wojciech Sumliński oraz współpracujący z nim dziennikarze podjęli się pracy na szeroką skalę, „ale to jeszcze nie znaczy, że była ona szczególnie staranna”.
Autor cyklicznego programu TVP pt. „Oblicza prawdy” o działalności Służby Bezpieczeństwa oraz reportaży telewizyjnych, m.in. o Wojskowych Służbach Informacyjnych (w których ujawnił między innymi fakt współpracy dziennikarza Milana Subotića z WSI w 2007).
Media Diversity Institute, organizacja pozarządowa z siedzibą w Londynie (finansowana m.in. ze środków ministerstw Danii, Szwecji oraz funduszy Komisji Europejskiej), w swoim raporcie z 2021 r. pt. „Antisemitism and anti-vax discourse in Europe” wymienia Wojciecha Sumlińskiego jako antyszczepionkowca stosującego antysemicką narrrację.
W 2021 r., nagranie Wojciecha Sumlińskiego pt. „Spowiedź ratownika” zarzucające manipulacje związane z pandemią koronawirusa zakwestionowało wiele osób, a YouTube usunął film ze swojej platformy. Materiał został ocenzurowany jako niewiarygodny oraz nierzetelny.
31 grudnia 2022 r. zamieścił oświadczenie w serwisie społecznościowym Facebook, w którym przeprosił dziennikarza i publicystę Jacka Łęskiego za to, że w swojej książce pt. „Oficer. Czego ludzie żałują przed śmiercią.” podał nieprawdziwe i niezweryfikowane informacje dotyczące jego rzekomej współpracy z Urzędem Ochrony Państwa (UOP) co było efektem przegranego procesu sądowego.
6 października 2023 w rozmowie z Piotrem Zwiefką na platformie YouTube na kanale dziennikarza Witolda Gadowskiego poinformował o zakończeniu kariery dziennikarza śledczego z końcem 2024.
26 stycznia 2024 razem z publicystą i dziennikarzem Witoldem Gadowskim oraz liderem istniejącej w latach 2022–2024 partii politycznej Polska Jest Jedna i prezydentem Siemianowic Śląskich Rafałem Piechem powołał stowarzyszenie Ruch Obrony Polaków.

## Sprawa z WSI
29 lipca 2008 roku Sąd Okręgowy w Warszawie, uwzględniając zażalenie prokuratora, zdecydował o aresztowaniu Wojciecha Sumlińskiego. Prokurator przedstawił mu zarzuty płatnej protekcji związane z rzekomym oferowaniem oficerowi WSI pozytywnej weryfikacji za pieniądze. Podstawą zarzutów prokuratorskich było zeznanie ppłk. Leszka Tobiasza, byłego oficera WSI i WSW, który nie został pozytywnie zweryfikowany przez Komisję Weryfikacyjną ds. WSI. W dniu, w którym zapadła decyzja o aresztowaniu, dziennikarz przekazał prasie osobisty list, w którym przedstawił swoje stanowisko. Dzień później, 30 lipca 2008 r., próbował podciąć sobie żyły w warszawskim kościele pw. św. Stanisława Kostki. Biegli psychiatrzy orzekli, że dziennikarz nie może przebywać w areszcie śledczym, ostatecznie nie został w nim osadzony. W obronie Wojciecha Sumlińskiego stanęło kilkudziesięciu dziennikarzy. 16 grudnia 2015 r. Sąd Rejonowy dla Warszawy Woli w Warszawie wydał w pierwszej instancji wyrok uniewinniający Wojciecha Sumlińskiego. 1 września 2016 r. Sąd Okręgowy w Warszawie utrzymał ten wyrok w mocy. Sąd orzekł, że Sumliński padł ofiarą prowokacji oficerów WSI, za co jednego z nich, pułkownika Aleksandra Lichockiego, skazał na karę czterech lat bezwzględnego pozbawienia wolności.

## Sprawy plagiatów
W styczniu 2016 dziennikarz tygodnika „Newsweek Polska” Jakub Korus zarzucił Sumlińskiemu, że w ponad 30 miejscach wydanej w 2015 książki Niebezpieczne związki Bronisława Komorowskiego znajdują się całe fragmenty skopiowane z powieści Alistaira MacLeana oraz Raymonda Chandlera. W kolejnym tekście wskazał na zdania, które miały zostać splagiatowane z powieści Johna Steinbecka, Mitcha Alboma i Paulo Coelho. Sumliński po pierwszym artykule stwierdził, że przedstawiony mu zarzut plagiatu dotyczy niepełnej strony maszynopisu i jest próbą podważenia wiarygodności autora, gdy nie można podważyć głównej treści. Tłumaczył, że na spotkaniach autorskich wielokrotnie przyznawał, że w swojej książce pt. Niebezpieczne związki Bronisława Komorowskiego nawiązywał do twórczości MacLeana i Chandlera i był to celowy zabieg, którego nigdy nie krył. Ewa Winnicka z tygodnika „Polityka” zarzuciła również Sumlińskiemu, że splagiatował w Słowie Podlasia fragment jej reportażu. Ponadto Sumlińskiemu zarzucono splagiatowanie pracy autorstwa własnej córki, napisanej w formie listu na pierwszą edycję konkursu List do Ojca. List do Taty „Tygodnika Podlaskiego” (Sumliński był jego redaktorem naczelnym). Fragmenty konkursowego listu (napisanego najprawdopodobniej przez Sumlińskiego w imieniu córki) zostały skopiowane z książki Michaela O’Briena Plague Journal.

## Powrót do Jedwabnego
Wojciech Sumliński nagrał i dystrybuował film dokumentalny „Powrót do Jedwabnego”. Twierdził w nim, że to nie Polacy są odpowiedzialni za wymordowanie Żydów w Jedwabnem, a sama produkcja promowana była hasłem „Żydowski rozbiór Polski”. Na początku października 2021 roku serwis YouTube usunął film i zablokował konto dziennikarza, gdyż zdaniem moderatorów tego serwisu Sumliński naruszył zasady zabraniające szerzenia nienawiści. We wrześniu 2021 warszawskie kino Wisła odwołało premierę filmu. Pokaz filmu spotkał się z bojkotem ze strony wielu polskich artystów. Według Tomasza Urzykowskiego z Gazety Wyborczej Wojciech Sumliński to „dziennikarz o skrajnie prawicowych poglądach, tropiący «żydowskie spiski» przeciwko Polsce i podważający odpowiedzialność Polaków za zbrodnię w Jedwabnem”.
W pierwszej części swojej publikacji Sumliński wyraził się w następujący sposób: „Czym jest Przedsiębiorstwo Holokaust? Zorganizowaną grupą instytucji, fundacji, organizacji i osób, w tym wypadku reprezentujących środowiska amerykańskich Żydów, osiągającą gigantyczne zyski w związku ze skutkami Holokaustu.”. Wtórując poglądom wyrażanym przez amerykańskiego historyka żydowskiego pochodzenia Normana Finkelsteina, autor zbudował rewizjonistyczną narrację. Oskarża w niej głównie amerykańskich przedstawicieli diaspory żydowskiej o metodyczne obarczanie Polaków odpowiedzialnością za tę i inne niemieckie zbrodnie, po to aby ci mieli pretekst do wyłudzenia od Polski tzw mienia bezspadkowego w ramach amerykańskiej ustawy 447, co jest sprzeczne z prawem, bowiem jeśli zmarła osoba nie pozostawi za życia spadkobierców, cały jej dorobek przechodzi na skarb państwa, którego zmarły był obywatelem. Leży to w sprzeczności z ustaleniami śledztw mówiącymi, iż rola niemieckich żandarmów oraz funkcjonariuszy SD polegała głównie na pomocy w spędzaniu Żydów na rynek i podjudzaniu agresji, żerując na sentymentach antysemickich oraz antysowieckich (oskarżanie Żydów o współpracę z NKWD). Udział Niemców w dalszych etapach pogromu nie został jednoznacznie ustalony. Wiadomo jednak, że pogrom przebiegał zgodnie z instrukcjami wydanymi przez Reinharda Heydricha, który był wówczas szefem SD. Korzystając z tego faktu i niejasności wokół wydarzeń 10 lipca 1941 Sumliński wierzy że oczyszczenie narodu polskiego z oskarżeń o dokonanie tej zbrodni jest pierwszym krokiem do przeciwstawienia się skutkom amerykańskiej ustawy. 

## Życie prywatne
Ma żonę, Monikę, psycholog, również absolwentkę psychologii na Akademii Teologii Katolickiej w Warszawie i czworo dzieci.

## Publikacje
- Kto naprawdę go zabił?, Warszawa: Rosner i Wspólnicy 2005. ISBN 8389217048.
- Teresa, Trawa, Robot. Największa operacja komunistycznych służb specjalnych, Warszawa: Fronda PL 2009. ISBN 978-83-60335-73-4.
- Z mocy bezprawia. Thriller, który napisało życie, Warszawa: Fronda PL 2011. ISBN 978-83-62268-28-3.
- Z mocy nadziei. Thriller, który pisze życie..., Wydawca: Wojciech Sumliński Reporter, 2014. ISBN 978-83-938942-0-8.
- Lobotomia 3.0, Wojciech Sumliński Reporter, 2014. ISBN 978-83-938942-3-9.
- Niebezpieczne związki Bronisława Komorowskiego, Biała Podlaska 2015. ISBN 978-83-938942-9-1.
- Czego nie powie Masa o polskiej mafii, Warszawa 2015. ISBN 978-83-938942-5-3.
- Pogorzelisko, Warszawa 2016. ISBN 978-83-942934-5-1.
- Oficer, Warszawa 2016. ISBN 978-83-942934-7-5.
- Niebezpieczne związki Andrzeja Leppera, Warszawa 2016. ISBN 978-83-942934-6-8.
- ABW, Warszawa 2017. ISBN 978-83-942934-8-2.
- Ksiądz, Warszawa 2017 ISBN 978-83-945829-1-3.
- Niebezpieczne związki Sławomira Petelickiego, Warszawa 2017 ISBN 978-83-945829-2-0.
- To tylko mafia, 2018. ISBN 978-83-945829-8-2.
- Niebezpieczne związki Donalda Tuska, 2018. ISBN 978-83-945829-9-9.
- Powrót do Jedwabnego, 2019. ISBN 978-83-951815-8-0.
- Powrót do Jedwabnego 2, 2020. ISBN 978-83-955458-2-5.
- Zapis zarazy, 2020. ISBN 978-83-955458-1-8.
- Powrót do Jedwabnego 3, 2021. ISBN 978-83-955458-5-6.
- To tylko eksperyment. Zapis zarazy 2, 2021. ISBN 978-83-955458-4-9.
- (Nie) nasza wojna, 2022. ISBN 978-83-955458-9-4.
- Strefa zgniotu. Zapowiedź globalnego chaosu, 2022. ISBN 978-83-964658-0-1.
- Aneks - niebezpieczne związki III RP, 2023. ISBN 978-83-964658-8-7.
- Koniec Polski? Ile zostało nam czasu?, Wojciech Sumliński Reporter, 2024. ISBN 978-83-964658-9-4.
- Granica. Kim są, ustali się później, Wojciech Sumliński Reporter, 2024. ISBN 978-83-972243-0-8.
- Opowiem Wam, Jak Zginął  - Lobotomia 4.0, Wojciech Sumliński Reporter, 2024. ISBN 978-83-972243-1-5.
- Niebezpieczne związki Rafała Trzaskowskiego, Wojciech Sumliński Reporter, 2025. ISBN 978-83-972243-2-2.